# Vislice (film)
Vislice (izviren angleški naslov: The Gallows) je ameriška grozljivka iz žanra najdenih posnetkov iz leta 2015, delo režiserjev in scenaristov Travisa Cluffa and Chrisa Lofinga. V filmu igrajo Reese Mishler, Pfeifer Brown, Ryan Shoos in Cassidy Gifford. Film je izdala distribucija Warner Bros. 30. junija 2015 in je prejel predvsem negativne kritike. Film je zaslužil 43 milijonov $, s proračunom 100.000 $.

## Vsebina
29. oktobra 1993, se je na srednji šoli Beatrice, študent Charlie Grimille ponesreči obesil in ubil med predstavo ''Vislice''. Njegovi starši so skupaj z ostalimi gledalci bili priča temu tragičnemu dogodku.
Dvajset let kasneje želi šola 29. oktobra 2013, ponovno prikazati igro ''Vislice''. Reese Houser je navdušen, saj se bo tako lahko zbližal s svojo simpatijo Pfeifer Ross. Njegov prijatelj Ryan Shoos pride na idejo, da bi malce uničila zaodrje. Reese je skeptičen, vendar ga Ryan vseeno prepriča.
Kasneje se ponoči Reese, Ryan in njegovo dekle Cassidy Spilker vtihotapijo v šolo, kjer naletijo na Pfeifer, ki je opazila Reessov avto. Tako trojica zaradi Pfeiferjine prisotnosti ne more uničiti zaodrja zato skušajo oditi, vendar odkrijejo da so zaklenjeni, in da nikjer ni signala. Prestrašena Cassidy izda prave namene trojice, kar razjezi Pfeifer.
Ko skupina skuša najti izhod iz šole, najdejo posnetke poročil o Charilevi smrti in intervju z njegovim dekletom Alexis. Prav tako ugotovijo, da Charlie tisti dan ploh ne bi smel nastopati, vendar je bil zamenjava namesto Reesovega očeta Ricka.
Skupina se razide, ko Reese pobegne s kamero in pusti Ryana samega. Med iskanjem Reesa, naleti na nekaj čudnih stvari kot so nedokončan obrok hrane, skodelico kave in skrivno sobo z vzmetnico. Ko je skupina spet skupaj, nad sabo zaslišijo korake ki se ustavijo nad Cassidy. Cassidy nato nekaj dvige v zrak in ji na vratu pusti sledove vrvi.
Skupaj se vrnejo na oder, kjer Pfeifer odkrije izhod skozi prezračevalni jašek. Jezen in prestrašen Ryan začne klicati Charlia, kar prestraši skupino. Ko spleza po lestvi, da bi prišel do jaška, ga nevidna sila vrže na tla in mu hudo zlomi nogo. Ko Reese, Pfeifer in Cassidy zapustijo Ryana, se vrata zaprejo in Ryan ostane sam in nemočen. Skupina končno pride na oder, kjer najdejo le Ryanov telefon in si ogledajo posnetek na njem. 
Ryan opazi da se vrata zaprejo in kmalu pride podoba z zanko vrvi v roki. Podoba izgine preden je odvlečen za vrat. Čez noč Charlie Grimille, oblečen kot rabelj iz ''Vislic'', ubije Cassidy. Reese in Pfeifer skušata zaman pobegniti in se tako ponovno znajdeta na odru, kjer duh začne daviti Pfeifer. Ugotovita da je duh Charlie, in da želi odigrati zadnji prizor (v katerem je Reesov in Charliev lik obešen). Reese si tako da zanko okoli vratu in Charlie ga obesi ter ubije. Ko umre se Charlie in Pfeifer priklonita in Alexis jima stoje zaploska.
Policija prispe v hišo, kjer Pfeifer in Alexis gledata posnetek Charlieve smrti, kar pomeni da je Pfeifer hči Charlia in Alexis. Ko eden od policistov skuša izprašati Pfeifer in Alexis o Charliu, ga Pfeifer opozori z besedami, ''Ne bi smel reči tega imena''. Policist nato pokliče partnerja preden je ubit z zanko okoli vratu. Ko se obrne se pojavi Charlie, ki ga napade in ubije preden se zaslon počrni.

## Igralci
- Reese Mishler kot Reese Houser
- Pfeifer Brown kot Pfeifer Ross
- Ryan Shoos kot Ryan Shoos
- Cassidy Gifford kot Cassidy Spilker
- Price T. Morgan kot Price
- Jesse Cross kot Charlie Grimille (1993)
- Melissa Bratton kot Alexis Ross (2013)
  - Alexis Schneider kot Alexis Ross / Mary (1993)
- Theo Burkhardt kot Rick Houser (2013)
  - John Tanskly kot Rick Houser (1993)
- Emily Jones kot Ryanova mati
- Travis Cluff kot g. Schwendiman
- Mackie Burt kot navijačica